# Un amore di gioventù
Un amore di gioventù (Un amour de jeunesse) è un film del 2011 scritto e diretto da Mia Hansen-Løve.

## Trama
Camille e Sullivan si innamorano quando sono ancora adolescenti: il loro amore sopravvive allo scorrere del tempo e alla lontananza. Si conoscono a Parigi nell'inverno del 1999, quando lei ha quindici anni e lui diciannove, si lasciano poco dopo per la scelta di Sullivan di trasferirsi in Sud America.

## Distribuzione
Il film è stato distribuito nelle sale italiane a partire dal 22 giugno 2012.

## Riconoscimenti
Il film ha ricevuto una menzione speciale al Festival di Locarno.